# Kangaroo Jack
Kangaroo Jack är en amerikansk långfilm från 2003 i regi av David McNally, med Jerry O'Connell, Anthony Anderson, Estella Warren och Christopher Walken i rollerna.

## Handling
Två vänner från Brooklyn tvingas transportera pengar från maffian till Australien. Alltsammans går galet när en av dem placerar sin röda jacka på en känguru för att ta ett foto på detta exotiska djur. När kängurun skuttar sin väg inser vännerna för sent att maffiapengarna befinner sig i jackan, vilket blir upptakten på en våldsam jakt i den Australiens vildmarken.

## Rollista
| Jerry O'Connell    | – Charlie Carbone                                  |
| Anthony Anderson   | – Louis Booker                                     |
| Estella Warren     | – Jessie                                           |
| Christopher Walken | – Salvatore 'Sal' Maggio                           |
| Marton Csokas      | – Mr. Smith                                        |
| Dyan Cannon        | – Anna Carbone                                     |
| Michael Shannon    | – Frankie Lombardo                                 |
| Bill Hunter        | – Blue                                             |
| David Ngoombujarra | – Sr. Sgt. 'Mr. Jimmy' Inkamala, Australian Police |
| Marco Sellitto     | – Blasta                                           |
| Damien Fotiou      | – Baby J                                           |